# Richard Goerlitz
Richard Goerlitz (2 augustus 1970) is een voormalig Australisch schaatser.

## Persoonlijke records
| Afstand      | Tijd     | Datum            | Baan           |
| ------------ | -------- | ---------------- | -------------- |
| 500 meter    | 36,94    | 31 december 2004 | Salt Lake City |
| 1000 meter   | 1.11,69  | 20 november 2005 | Salt Lake City |
| 1500 meter   | 1.50,52  | 30 oktober 2004  | Salt Lake City |
| 5000 meter   | 7.18,12  | 15 november 2003 | Salt Lake City |
| 10.000 meter | 15.53,46 | 18 januari 2004  | Calgary        |

## Resultaten
| Jaar | CK Allround | WK Sprint | Wereldbeker                        |
| ---- | ----------- | --------- | ---------------------------------- |
| 2003 | NS2         |           | 0p 500m 0p 1000m                   |
| 2004 | 12e         |           | 40e 100m 0p 500m 0p 1000m 0p 1500m |
| 2005 |             |           | 0p 500m 0p 1000m 0p 1500m          |
| 2006 |             | 49e       | 0p 1000m 0p 1500m                  |

0p = wel deelgenomen, maar geen punten behaald
NS2 = niet gestart op 2e afstand (5000 meter)